# کناری (سیب و سوران)
کناری، روستایی در دهستان شندان بخش مرکزی شهرستان سیب و سوران در استان سیستان و بلوچستان ایران است.

## جمعیت
بر پایه سرشماری عمومی نفوس و مسکن در سال ۱۳۹۵، جمعیت این روستا برابر با ۴۳۹ نفر (۱۲۵ خانوار) بوده‌است.